# Platylimnobia montana
Platylimnobia montana är en tvåvingeart som beskrevs av Wood 1952. Platylimnobia montana ingår i släktet Platylimnobia och familjen småharkrankar. Inga underarter finns listade i Catalogue of Life.